# 第24特殊戦術中隊 (アメリカ空軍)
第24特殊戦術中隊（だい24とくしゅせんじゅつちゅうたい、英語: 24th Special Tactics Squadron）は、アメリカ空軍特殊作戦コマンド隷下の特殊部隊である。部隊の秘匿性から統合特殊作戦コマンドから直接指揮を受けており、SMU（Special Mission Unit／特殊任務部隊）に指定されている。略称は24STS。

## 概要
第24特殊戦術中隊（以下24STS）はパラレスキュー、戦闘管制官、特殊偵察、戦術航空管制隊の人員を含む、合同特殊作戦部隊に特殊作戦飛行士を提供する部隊である。24STSに所属する隊員は、直接行動、対テロ、対反乱、人質救助、特別偵察などの機密および秘密作戦を実行する事も可能である。24STS隊員は、いくつかの任務を単独で実行するが、基本的には 第1特殊部隊デルタ作戦分遣隊もしくは海軍特殊戦開発グループと共に行動する。

## 歴史
24STSは、1941年10月にカリフォルニア州ハミルトンフィールドで結成された第24航空隊迎撃兵管制飛行隊が元である。部隊はフィリピン空軍省の追跡飛行隊の本部として、フィリピンのクラークフィールドで同時に結成された第24追跡グループの指揮部隊だった。
1942年1月から10月まで名目上は第24グループに配属されたが、1944年3月31日に陸軍航空隊が米国の部隊を厳格な組織表部隊からより柔軟な基地部隊に転換するまで、太平洋沿岸の防空部隊に勤務した。その人員と装備は、カリフォルニア州バークレーにある第411AAF基地部隊（ファイターウィング）に異動り解散した。
第24特殊戦術飛行隊は1977年から1981年までブランドXと呼ばれていた。1983年にDet 4 NAFCOS（第4分遣隊、空軍戦闘作戦スタッフ）に改名され、1987年に第1724戦闘管制飛行隊となり、同年に第1724特殊戦術飛行隊となった。1992年、ついに第24特殊戦術飛行隊に改名された。
2000年9月15日から20日まで、第24STSと第23特殊戦術飛行隊は、毎年恒例のカナダ軍事演習、捜索救助演習（SAREX）に参加した。特殊戦術部隊がSAREXに参加したのはこれが初。
24STSはイラクとアフガニスタンでの戦闘作戦に深く関わっており、JSOCグループであるタスクフォース121、タスクフォース6-26、タスクフォース145の一部だった。ライノ作戦中、パキスタンとの国境にあるダルバンディンに前方武装補給ポイント（FARP）を設立したタスクフォースソードのメンバーの中に2人の24STS隊員が参加していた。LZバストーニュでは、24STSが2機のMC-130コンバットタロンの着陸のため滑走路を確保した。それぞれがデルタフォースのAH-6リトルバードガンシップを2機運び、LZバストーニュをFARPとして使用した。24STSは様々な任務のために戦争の初期に少なくとも10回の別々の戦闘HALO降下を行い、その後の任務も含めるとJSOCの他のどのユニットよりも多かった。
2003年、24STSの隊員は第3レンジャー大隊とともに、イラク戦争の初期段階で2回のHALO降下を行った。最初は2003年3月24日、イラクの町アルカイムのシリア国境近くで、小さな砂漠の滑走路を確保し後続の連合軍がこの地域に侵入する事を支援した。2回目のHALO降下は2日後、イラクのハディサ近くで行い、ハディサダムを確保した。
2003年4月8日、24STSのメンバーである戦闘管制官のスコット・サザーは、イラクのティクリット近郊でイラクの自由作戦の戦闘で戦死した最初の飛行士となった。24STSとサザーは、バグダッドの西にあるピート・ブラバー中佐率いるデルタフォースと共に行動していた。彼らは、サダム・フセインがシリアに逃げるのを防ぐために、アメリカの主な侵略が西側から来ているとイラク軍を欺く任務を行っていた。死後、サザー空軍基地は彼にちなんで名付けられた。
24STSは、2006年6月に殺害されたイラクのアルカイダのリーダーであるアブ・ムサブ・アル・ザルカウィを含む、アルカイダとイラクの指導者を追い詰める目的で創設されたJSOCのタスクフォース145に参加していた。
2011年、飛行中のチヌークがアフガニスタンで撃墜されたとき、24STSはジョン・ブラウンとダニエル・ザーベ、CCTアンドリュー・ハーベルの3人の隊員を失った。彼らを称えるために、AFSOCの18人のメンバーは、テキサス州サンアントニオのラックランド空軍基地からフロリダ州のハールバートフィールドまで800マイル行進した。

## 任務
24STSの隊員は空軍所属だが、隊員はアメリカ陸軍やアメリカ海兵隊など他軍の地上部隊に同行し、上空の航空機への攻撃目標の指示や、負傷者の救出を地上から行う地上部隊となっている。
特殊戦術中隊は10個あるが、特殊部隊を能力に合わせてアメリカ軍がランク付けした「Tier」という序列では、STSで唯一最高ランクの「Tier1」に分類されており、これはアメリカ陸軍デルタフォースやアメリカ海軍DEVGRUなどの特殊部隊と同列となっている。JSOC（統合特殊作戦コマンド）の専任部隊となっているため重要度や難易度が高い作戦に割り当てられやすく、デルタフォースなどと共同作戦を行うことも多いため、隊員はDEVGRUやデルタフォースと同じ戦闘スキルを習得させられる。
部隊を構成する隊員はパラシュート降下による救出及び衛生兵の役割を持つPJ、戦闘航空管制官として戦場で航空管制を行うCCT、近接航空支援を統制するTACP、航空機が飛行するのに必要な気象観測等を行うSRの4つに分けられる。
PJはPararescue Jumperの略称で、パラシュート降下資格や医療資格を有し、前線で負傷した味方を救護するのに特化している。CCTは Combat Control Teamの略称で、航空機の管制や、飛行場の確保、爆撃目標の支持や評価を行う。TACPはTactical Air Control Partyの略称で、航空機等による爆撃等の終末誘導を担当する。CCTとは違いTACPは航空火力のみを担当する。航空火力を担当するためJTAC資格を取る事が必須条件である。SRはSpecial Reconnaissanceの略称で、主な任務は気象観測となっており、気象予報士の経験を持つ事が必須条件である。